# Alicja Grzanka
Alicja Teresa Grzanka (ur. 1958) – polska lekarka, profesor nauk medycznych, specjalistka  chorób wewnętrznych, pulmonologii i alergologii, dr hab. nauk medycznych. Od 2019 dziekan Wydziału Nauk Medycznych w Zabrzu Śląskiego Uniwersytetu Medycznego.

## Życiorys
W 1984 roku ukończyła studia na Wydziale Lekarski Śląskiej Akademii Medycznej w Katowicach. 
Uzyskała specjalizację I st. z chorób wewnętrznych (1988) oraz II st. chorób płuc (1999) i alergologii (2010). 
18 stycznia 1996 obroniła pracę doktorską Ocena liczby receptorów dla glikokortykosteroidów w limfocytach krwi obwodowej u chorych na astmę oskrzelową, 20 grudnia 2012 uzyskała habilitację. 1 października 2019 nadano jej tytuł profesora w zakresie nauk medycznych i nauk o zdrowiu.  
Zawodowo związana z Śląskim Uniwersytetem Medycznym w Katowicach, gdzie piastuje stanowisko profesora badawczo-dydaktycznego Zakładu Alergologii Klinicznej i Pokrzywki w Katedrze i Klinice Chorób Wewnętrznych, Alergologii i Immunologii Klinicznej, a także pełni funkcję dziekana Wydziału Nauk Medycznych w Zabrzu SUM (od 2019). 

## Odznaczenia
- Złoty Krzyż Zasługi (2023)[7]
- Srebrny Krzyż Zasługi (2004)[8]